# Daimler-Benz DB 603
Даймлер-Бенц DB 603 (нем. Daimler-Benz DB 603) — немецкий авиационный двигатель, используемым во время Второй мировой войны. По конструкции представляет собой V-образный 12-цилиндровый перевернутый двигатель жидкостного охлаждения с рабочим объёмом 44,52 литра. DB 603 является модификацией двигателя DB 601, который, в свою очередь, был развитием двигателя DB 600. Производство DB 603 началось в мае 1942 года. DB 603 был самым большим перевернутым авиационным двигателем V-12, который производился и использовался боевой авиацией нацистской Германии.
DB 603 устанавливался на такие самолетах как Do 217 N&M, Do 335, He 219, Me 410, BV 155 и Ta 152C.

## История разработки
Первоначально DB 603 использовался в качестве двигателя для специального автомобиля Mercedes-Benz T80, созданного для установки рекорда скорости. Двигатель разрабатывался под работу на весьма специфической топливной смеси — 63 % метанола, 16 % бензола и 12 % этанола с незначительными процентами ацетона, нитробензола, avgas и эфира. В дополнение к этому большие надежды возлагались на систему прямого впрыска водо-метаноловой смеси MW 50 — новаторскую технологию от Luftwaffe. Эта система позволяла на ограниченное время увеличить мощность двигателя до 2959 л. с. Предполагалось, что это позволит разогнать автомобиль Т80 до 750 км/ч на специально подготовленной 10 километровой трассе. Но начало войны поставило крест на этих планах — T80 никогда не участвовал в гонках, а его двигатель DB 603 был снят с машины и передан Luftwaffe для использования в истребительной авиацией.

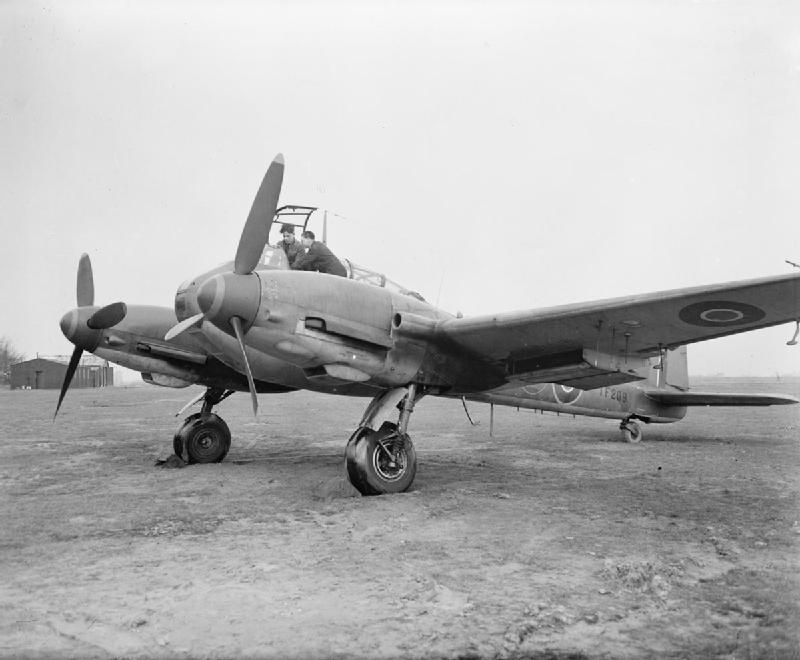
Тяжелый двухмоторный истребитель Me 410

Будучи самым крупным перевернутым авиационным двигателем схемы V-12 в Германии в военные годы, DB 603 широко применялся как основной двигатель для многих двухмоторных и многомоторных боевых самолетов. Он применялся на перспективном двухмоторном тяжелом истребителе Дорнье Do 335, фронтовом двухмоторном тяжелом истребителе Мессершмитт Ме.410 и на двухмоторных ночных истребителях-перехватчиках Хейнкель Не.219 «Филин».
Также он использовался на некоторых типах бомбардировщиков — Дорнье Do.217М (средний или фронтовой бомбардировщик) и Do.217H (ночной истребитель), а также на шестимоторной летающей лодке Blohm & Voss BV 238.
Также двигатель применялся на четырёх прототипах серии стратегических бомбардировщиков He.177B, и двух прототипах проекта высотного стратегического бомбардировщика Heinkel He 274 с дополнительным турбонагнетателем в каждой мотогондоле.

## Модификации

### Основные модификации

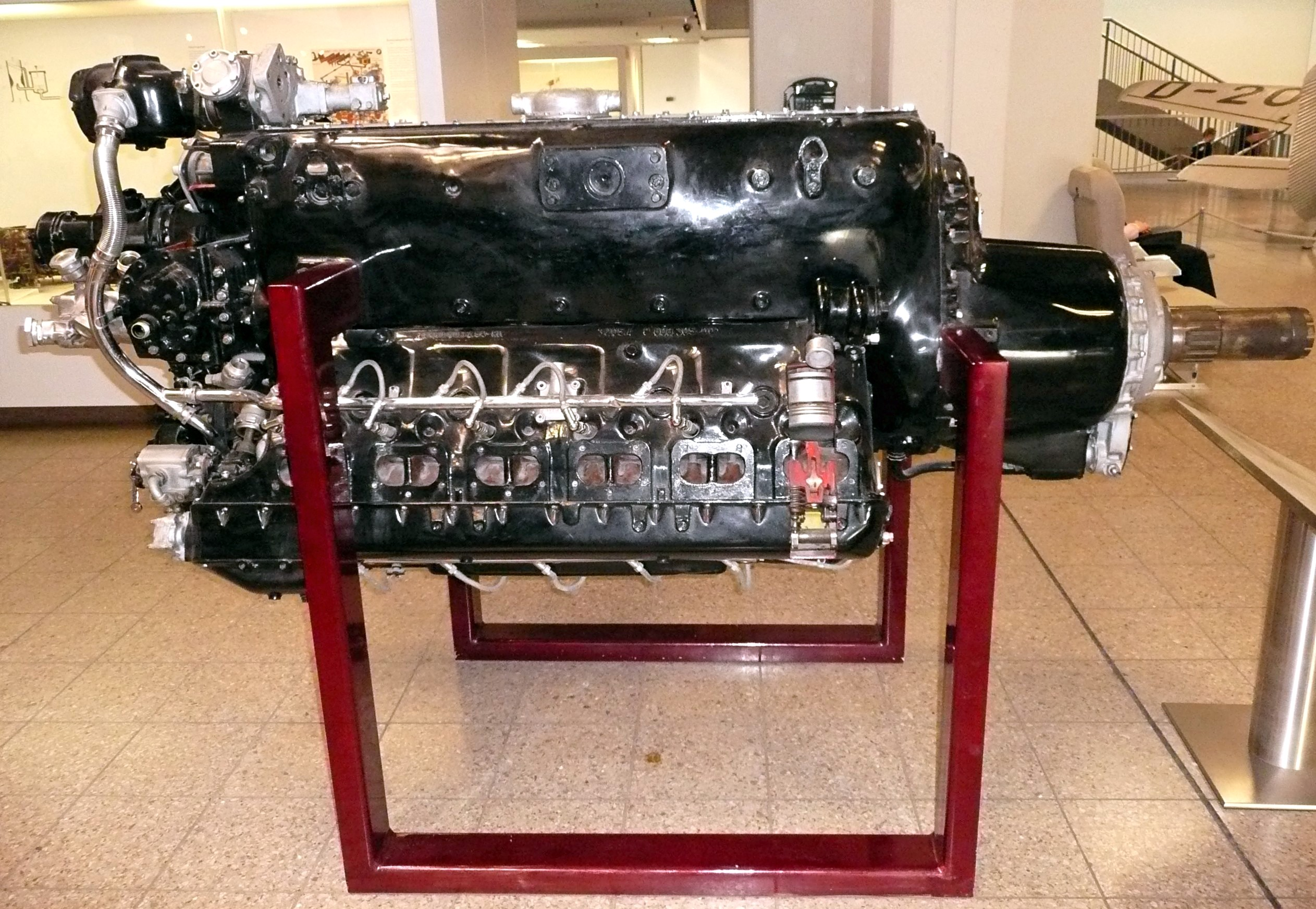
Двигатель DB 603E 1944 года выпуска. Вид справа

- DB 603A
- DB 603AA
- DB 603E

### Прототипы и смежные разработки
- DB 603D
- DB 603F
- DB 603G
- DB 603L/LA
- DB 603L/M
- DB 603N
- DB 603S
- DB 613
- DB 614
- DB 615
- DB 617
- DB 618
- DB 622
- DB 623
- DB 624
- DB 626
- DB 627
- DB 631
- DB 632

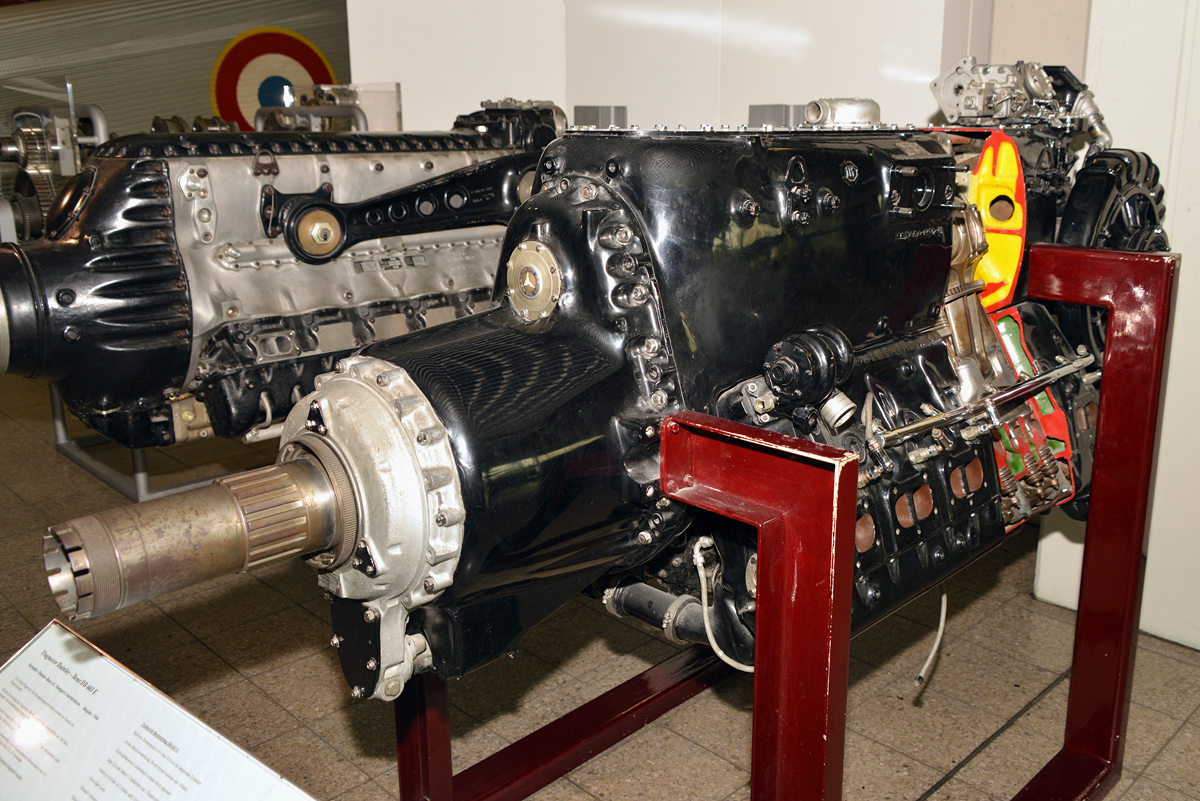
DB 603E в музее Мюнхена, Германия.

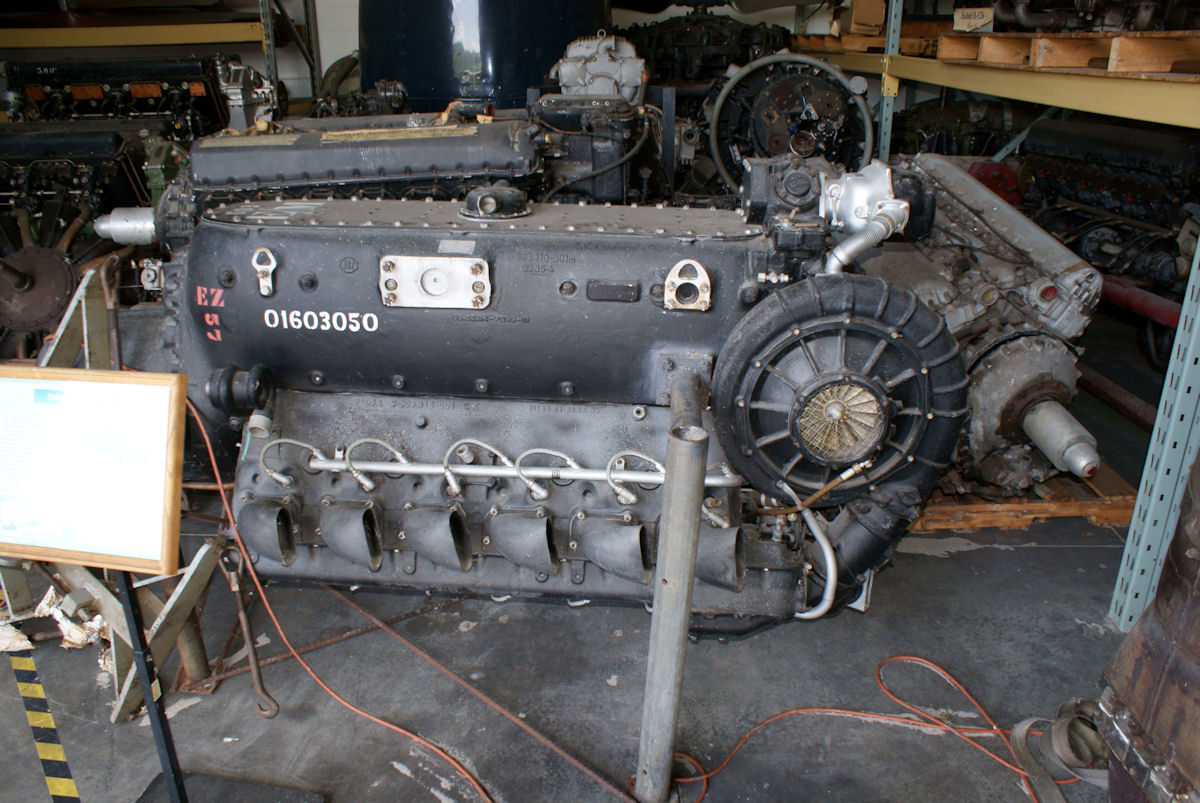
DB 603 с нагнетателем.

- MB 509 - Разрабатывался как танковый двигатель для сверхтяжелого танка Маус.

## Применение
- Blohm & Voss BV 155
- Blohm & Voss BV 238
- Dornier Do 217
- Dornier Do 335
- Fiat G.56
- Focke-Wulf Fw 190C
- Focke-Wulf Ta 152C
- Heinkel He 177B
- Heinkel He 219
- Heinkel He 274[2]
- Henschel Hs 130
- Macchi MC.207
- Messerschmitt Me 410
- Reggiane Re.2006